# Psilocurus camposi
Psilocurus camposi är en tvåvingeart som beskrevs av Charles Howard Curran 1931. Psilocurus camposi ingår i släktet Psilocurus och familjen rovflugor.
Artens utbredningsområde är Ecuador. Inga underarter finns listade i Catalogue of Life.